# Aphis cerasi
Aphis cerasi är en insektsart. Aphis cerasi ingår i släktet Aphis och familjen långrörsbladlöss. Inga underarter finns listade i Catalogue of Life.